# Филлипс, Мельба
Мельба Ньюэлл Филлипс (1 февраля 1907 — 8 ноября 2004) — американский ученый-физик. Филлипс, одна из первых аспирантов Роберта Оппенгеймера в Калифорнийском университете в Беркли, защитила диссертацию в 1933 году. Тогда лишь немногие женщины могли сделать карьеру в науке. В 1935 году Оппенгеймер и Филлипс опубликовали описание процесса Оппенгеймера-Филлипс, одного из первых вкладов в ядерную физику. Этот процесс объяснил поведение ускоренных ядер радиоактивных атомов водорода. Филлипс отказалась сотрудничать с расследованием судебной подкомиссии Сената США по вопросам внутренней безопасности в эпоху Маккарти. Поэтому её уволили из Бруклинского колледжа, где она была профессором физики с 1938 по 1952 год. В 1987 году ей были принесены за это извинения.
Мельба также преподавала в Миннесотском университете (1941—1944) и работала заместителем директора педагогического института в Университете Вашингтона в Сент-Луисе (1957—1962), а затем устроилась на факультет Чикагского университета (1962—1972) профессором физики. На пенсии она была приглашенным профессором в Университете Стоуни-Брук (1972—1975) и преподавала в Научно-техническом университете Китая Китайской академии наук (1980) в Пекине. Мельба Филлипс была членом Американского физического общества и Американской ассоциации содействия развитию науки. Помимо преподавания, она писала учебники по физике и активно работала в Американской ассоциации учителей физики. В 1981 году ассоциация учредила в её честь медаль Мельбы Ньюэлл Филлипс в знак признания выдающихся заслуг перед организацией.

## Ранние годы и образование
Мельба Филлипс родилась 1 февраля 1907 года неподалеку от Хейзлтона, округ Гибсон, штат Индиана. Мельба — единственная дочь и старшая из четырёх детей Эйлды Элизабет (Михан) и Вирджила Филлипса.
Филлипс окончила среднюю школу Юнион в 1922 году, в возрасте пятнадцати лет. Мельба хотела преподавать и изучала математику в Оклендском колледже в Индиане. В 1926 году она получила степень бакалавра гуманитарных наук. После этого Филлипс в течение двух лет преподавала в своей бывшей средней школе, а потом поступила в аспирантуру.
Филлипс получила степень магистра физики в колледже Батл-Крик в Батл-Крике, штат Мичиган в 1928 году и степень кандидата наук по физике в Калифорнийском университете в Беркли в 1933 году. Она была одной из первых аспирантов Роберта Оппенгеймера. Позже Роберт стал научным руководителем Манхэттенского проекта — плода усилий антигитлеровской коалиции по разработке атомной бомбы. В 1935 году Оппенгеймер и Филлипс опубликовали описание процесса Оппенгеймера-Филлипс. Процесс описывает поведение ускоренных ядер радиоактивных атомов «тяжёлого водорода». Эффект Оппенгеймера-Филлипс — один из первых вкладов в ядерную физику.

## Профессиональная деятельность
В те годы лишь немногие женщины могли стать учёными. И тем не менее, Филлипс стала выдающейся преподавательницей физики. Большую часть своей карьеры Мельба была профессором физики.
Филлипс начала преподавать во время Великой депрессии. Первоначально она занимала временные должности на неполный рабочий день в колледже Батл-Крик (1928—1930) и в женском Коннектикутском колледже (1937—1938). После защиты диссертации Филлипс стажировалась в Калифорнийском университете и в колледже Брин-Мар. В начале 1936 года Мельба получила грант имени Маргарет Э. Молтби от Американской ассоциации высшего образования женщин. В тот учебный год (1936—1937) исследовательские стипендии получили Мельба Филлипс и ещё пять женщин. Филлипс изучала применение квантовой механики в области ядерной физики. Она была научной сотрудницей в Институте перспективных исследований в Принстоне, штат Нью-Джерси. В 1938 году Мельба стала работать преподавательницей в Бруклинском колледже на полную ставку. Во время Второй мировой войны Филлипс три года преподавала в Миннесотском университете (1941—1944). За исключением того времени, Мельба десять лет работала профессором физики в Бруклинском колледже (1938—1952). Она также по совместительству проводила исследования в радиационной лаборатории Колумбийского университета. В 1945 году Мельба преподавала в Бруклинском колледже. Тогда же, на встрече, состоявшейся в Вашингтоне, она помогла организовать Федерацию американских ученых.
В 1952 году Филлипс вызвали в комиссию Маккаррана, судебный подкомитет по вопросам внутренней безопасности в эпоху Маккарти. Мельба пришла на слушания подкомитета в Нью-Йорке и согласилась ответить на вопросы о своей научной и преподавательской работе. На другие вопросы, например, о членстве в Коммунистической партии, она не отвечала и ссылалась на право не свидетельствовать против себя в соответствии с Пятой поправкой. Из-за принципиального отказа сотрудничать с комиссией её уволили с должности профессора в Бруклинском колледже и с должности по совместительству в радиационной лаборатории Колумбийского университета. В течение пяти лет она не преподавала.
Будучи безработной, Мельба Филлипс жила на свои скромные сбережения и написала два учебника по физике: «Принципы физической науки» (1957) в соавторстве с Фрэнсисом Боннером и «Классическое электричество и магнетизм» (1955) в соавторстве с Вольфгангом Панофски. Обе книги стали основными университетскими учебниками для естественных наук.
Мельба вернулась к преподаванию в 1957 году. Она стала заместительницей директора педагогического института Университета Вашингтона. Филлипс оставалась в Сент-Луисе до 1962 года. В 1962 году она стала работать профессором физики в Чикагском университете. Под ее руководством в университете начали преподавать физику для ненаучных специальностей. Она включила в учебную программу и лабораторные работы. Мельба вышла на пенсию как почетный профессор Чикагского университета в 1972 году, но продолжила преподавать в других местах.
На протяжении всей своей карьеры Мельба активно участвовала в работе Американской ассоциации учителей физики. Она стала членом ассоциации в 1943 году и была первой женщиной-президентом (1966—1967). Мельба также была соредактором официальной истории организации. Кроме того, она работала в Комиссии по физике колледжа (1960—1968) и в экспертном совете исследовательской группы Школы математики (1964—1967). За заслуги в области научного образования Филлипс была избрана членом Американского физического общества и Американской ассоциации содействия развитию науки.

## Комиссия Маккаррана
В начале холодной войны в Соединенных Штатах появилось понятие «красной угрозы». Для расследования обвинений в нелояльности создавались специальные комитеты. Сенатский подкомитет внутренней безопасности, возглавляемый сенатором Маккареном, вызвал Филлипс для дачи показаний. Филлипс работала с Робертом Оппенгеймером над процессом Оппенгеймера-Филлипс, а также состояла в профсоюзе преподавателей. На вопрос о связях с Коммунистической партией Филлипс отвечать не стала. Она сказала, что её родословная восходит так же далеко, как и у любого другого американца.
Неясно, почему учёная не опровергла подозрения — против неё не было никаких доказательств ни тогда, ни после её смерти. Похоже, Мельба считала работу комитета типичной охотой на ведьм. Ей не хотелось, чтобы расследование бросало тень на её многочисленные достижения в науке. Но кампусы колледжей тогда казались источниками распространения коммунистических идей. В 1948 году штат Вашингтон начал расследование в отношении Вашингтонского университета. Комитет был очень недоволен его результатами. Многие профессора признались, что являются бывшими коммунистами, их из-за этого увольняли. Это расследование создало прецедент: не следует ли проверить и другие университеты? Возможно, такая борьба между университетами и комитетом повлияла на Мельбу — ей не хотелось играть по правилам комиссии. Опровергнуть подозрения — всё равно, что согласиться с правом комиссии вообще задавать такие вопросы. Такой ответ — еще и неуважение к разным точкам зрения студентов и других преподавателей. Признать подозрения — подставить себя и попасть под дальнейшее расследование, раз никаких доказательств нет.

## Последние годы

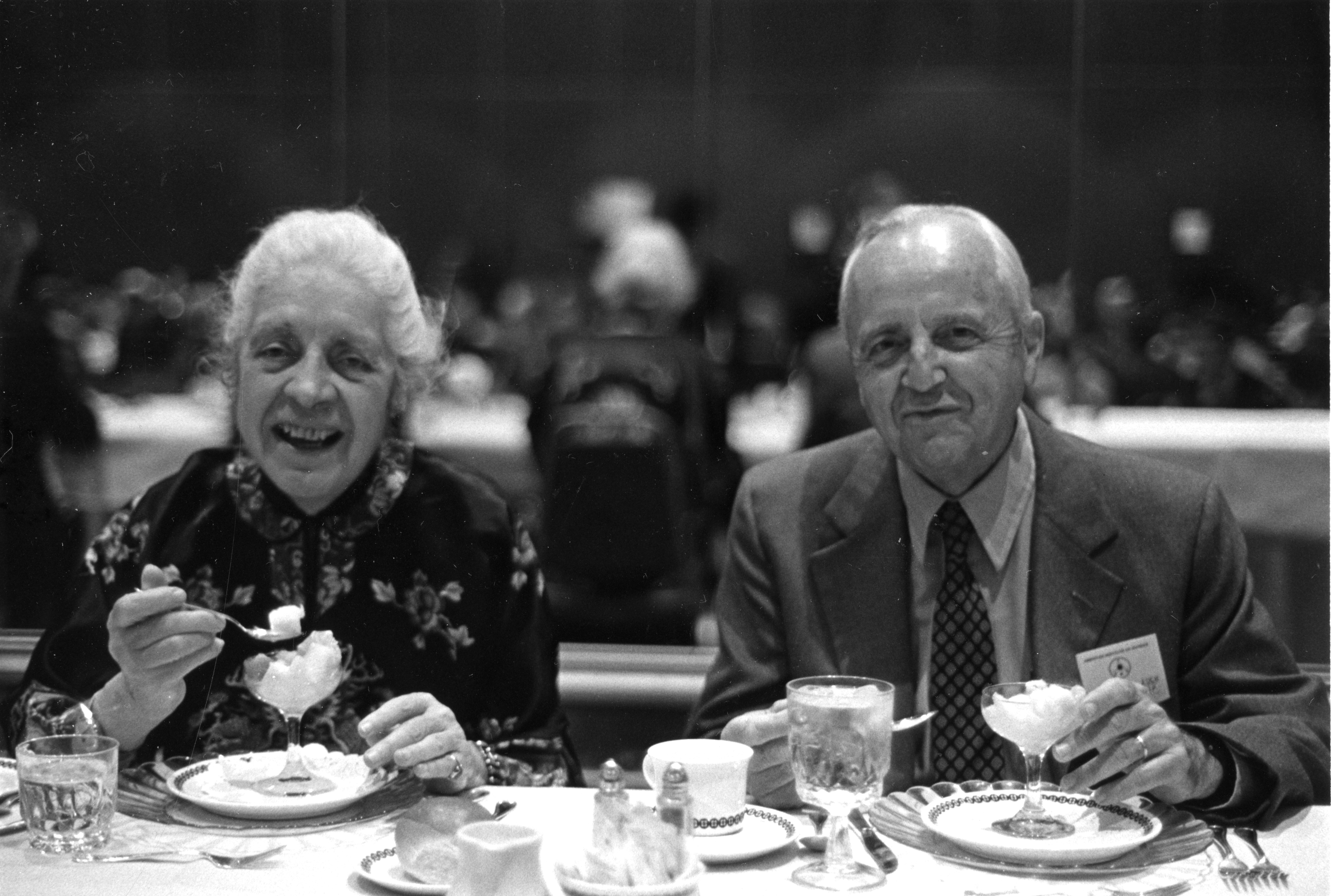
Мельба Филлипс и Герман Уильям Кох едят мороженое на собрании партнёров AIP, 1982 год

В 1972 году Филлипс закончила преподавать в Чикагском университете и вышла на пенсию. Но она продолжала преподавать в качестве приглашенного профессора в Университете Стоуни-Брук (1972—1975) и в аспирантуре Научно-технического университета Китая Китайской академии наук в Пекине в 1980. В 1987 году Бруклинский колледж публично извинился перед Мельбой за увольнение в 1952 году.

## Смерть и наследие
Мельба скончалась от ишемической болезни сердца 8 ноября 2004 года в возрасте девяноста семи лет в доме престарелых Эмбер Мэнор в Питерсберге, штат Индиана.
Мельба Филлипс была видной преподавательницей физики своего времени. Она получила множество грамот и наград за свой вклад в научное образование. Она разработала и внедрила учебную программу по преподаванию физики, а также в 1950-х годах написала в соавторстве два учебника физики для университетов. Мельба писала и редактировала труды по истории физики и истории Американской ассоциации учителей физики.

## Награды, членство и премии
- Член Фи Бета Каппа[3].
- Член Американского физического общества и Американской ассоциации содействия развитию науки[8].
- В 1974 году Мельба была награжден медалью Эрстеда Американской ассоциации учителей физики; она также была удостоена награды ассоциации за выдающиеся заслуги в 1963 году[10].
- Филлипс стала первой лауреаткой медали имени Мельбы Ньюэлл Филлипс, награды, учрежденной Американской ассоциацией учителей физики в 1981 году. Медаль вручается членам ассоциации, «которые проявили творческое лидерство, самоотверженно служили ассоциации и внесли в нее исключительный вклад»[17].
- В 1981 году Филлипс получила премию Карла Тейлора Комптона от Американского института физики[10].
- В 1988 году она была удостоена премии Гая и Ребекки Форман Университета Вандербильта за выдающееся преподавание физики для студентов[10].
- В 1997 году Бруклинский колледж учредил стипендию в ее честь[8].
- В 2003 году Американское физическое общество наградило Филлипс премией Форума Джозефа Бертона за ее вклад в научное образование, роль в основании Федерации американских ученых, а также за роль образца для подражания «принципиального ученого»[8][10].

## Избранные работы
- Принципы физической науки, в соавторстве с Фрэнсисом Боннером (Addison-Wesley Publishing Company, 1957)[4]
- Классическое электричество и магнетизм, в соавторстве с Вольфгангом Панофски (1957)[4][18]
- Принципы электродинамики и теории относительности, в соавторстве с П. Г. Бергманном (1962)[4]
- О преподавании физики: новое издание статей Американского журнала по физике за первую половину века AAPT (Американская ассоциация учителей физики, 1979)[19]
- История физики из журналов AAPT (Американская ассоциация учителей физики, 1985)[20]
- История физики (Лекции из журнала «Физика сегодня», № 2) (Американский институт физики, 1985)[21]
- История физики II: Жизнь и опыты современной физики (Лекции из журнала «Физика сегодня», № 5). (Американский институт физики, 1992 г.)[22]

## Дополнительные материалы
- Lebowitz, J. (2005). Melba Newell Phillips. Physics Today. 58 (7): 80–81. Bibcode:2005PhT....58g..80L. doi:10.1063/1.2012480.

### Архивные коллекции
- Документы Мельбы Филлипс, 1922—1999 (основная часть 1950—1985), Библиотека и архив Нильса Бора